# Studnia w Kazalnicy Miętusiej
Die Höhle Studnia w Kazalnicy Miętusiej (deutsch: Brunnen in der Kanzel des Miętus) ist eine Höhle im Tal Dolina Miętusia am Berg Kazalnica Miętusia im Massiv der Westtatra (Tatra-Nationalpark) in Polen. Sie ist eine der tiefsten Höhlen in Polen und der Tatra. Man darf sie nur mit der Genehmigung der Nationalparkverwaltung betreten. Sie ist nur teilweise erforscht.
Der Name lässt sich als Miętus-Höhle übersetzen und geht auf das gleichnamige Tal zurück, das wiederum nach dem Geschlecht der Miętus aus Ciche benannt ist. Die Höhle liegt bei Zakopane und Kościelisko, ist 1.000 Meter lang und hat einen Eingang auf Höhe von 1545 m n.p.m.